# 南山博物馆
南山博物馆位于深圳市南山区南山大道2093号，是由南山区文化广电旅游体育局管理的区域性博物馆。共耗资2亿元人民币建造，于2018年1月31日正式对公众开放。截至2019年4月，共接待游客约32万人次。
南山博物馆主要为深圳市民及游客介绍南山区的历史，同时亦负责本地历史、人文研究工作，包括南山区域内出土文物的收藏和研究。博物馆占地面积约20000平方米，建筑面积约36000平方米，是深圳单体建筑面积最大的博物馆，建筑设计则由深圳雅本建筑设计事务所有限公司负责。

## 歷史概况
2007年初以南山区艺术博览馆的名义动工兴建，当局最初规划为以展示收藏、皮影、漫画、雕塑为主体的艺术展馆及工作室，并计划于2008年底投入使用。2010年底，当地政府决定将仍在建设中的南山艺术博览馆更名为南山博物馆，功能则转变为为注重本地历史的区域性综合博物馆。
2012年，博物馆建筑主体工程竣工，原拟定于2015年底启用。但由于室内设计方案仍未确定，工程被迫停工，开放时间再次遭到严重延误。
直到2017年，博物馆才作为深圳设计周的分会场首次进行场馆开放试运营。同年，博物馆成立首届理事会，理事成员包括万科集团原董事长王石、香港历史博物馆首任馆长丁新豹。
2018年1月31日，博物馆正式对外开放。

### 分馆
南山博物馆代管五处历史建筑：
- 南头古城博物馆
- 南头古城微型博物馆群
- 天后博物馆
- 陈郁故居纪念馆
- 宋少帝陵

## 展览
南山博物馆包括常设展览厅3个、专题展厅3个。

### 常设展览
南山博物馆的常设展览为“南山故事”，以南山区的历史进程脉络为主题设计布展，其中分为三个阶段进行展览，总面积为3761平方米。
- 古代南山

位于博物馆三层，展览内容自屋背岭、叠石山等南山区本地古遗址开始，直到屯门海战结束。
- 近代南山

位于博物馆三层，展览内容包括鸦片战争、抗日战争、解放内伶仃岛、逃港以及南山传统民俗、本土农业养殖业介绍。
- 南山改革开放史

位于博物馆四层，展览内容为1979年至当代的南山区历史，展陈包括“蛇口第一炮”、深圳大学建校史、袁庚故事。

### 专题展览
专题展览厅总面积为3267平方米，截至2019年底，南山博物馆共投入2233.7万元用于举办18场专题展览。
- 合作展览

“彩绘地中海：一座古城的文明与幻想”、“耀世遗珍：阿富汗国家博物馆藏珍宝展”、“大象中原：河南古代文明之光”、“永远的长安：陕西唐代文物精华展”、“国家图书馆藏《永乐大典》文献展”
- 自办展览

“古越华章：古越族青铜器展”、“先锋之路：当代艺术展”、“归来·丝路瓷典：明清外销瓷回归巡展”、“ 曾国七百年：历代曾侯出土青铜器展”、“ 薄施淡染 ：醴陵陈扬龙釉下五彩瓷技艺传承展”

## 文物藏品
南山博物馆自2013年起即向社会征集藏品，除此之外，博物馆还商调了一部分由深圳博物馆和考古鉴定所在南山区范围中调查发掘的出土文物。截自2018年6月，已收藏5994件文物，当中包括420多件的古青铜器。

### 重要藏品
- 靴形羽人竞渡纹青铜钺（战国）
- 韩阳戈（战国）
- 带盖羽人纹青铜桶（西汉）[19]
- 九九乘法口诀刻文陶砖（东汉）[20]

## 相关事件
2013年3月23日，南山博物馆工地一处围墙因内部堆土过高而发生倒塌，造成四人受伤，其中两人伤势严重。
2018年9月，在《耀世遗珍——阿富汗国家博物馆藏珍宝展》展出期间，网路上出现向观众收取讲解费的非官方观赏团，南山博物馆随后发表声明称非官方讲解可能与史实不符，呼吁市民尽量参加免费讲解服务。
2022年6月，南山博物馆举办《永恒的面孔——古埃及的黄金木乃伊》展览，展览一公布即出现“一票难求”的情况，甚至出现了倒卖免费预约门票的情况。对此，南山博物馆发布公告，自2022年7月15日起，南山博物馆开始采取“线上实名预约＋现场刷身份证验票”的入馆方式，并会同执法部门严厉打击违法倒票的行为。

## 参观资讯

### 交通
深圳地铁
- █1号线、█12号线：桃园站 B出口

深圳公交
| 南山文体中心 | 南山文体中心             | 南山文体中心           | 南山文体中心             | 南山文体中心            |
| 编号         | 路线                     | 路线                   | 路线                     | 备注                    |
| ------------ | ------------------------ | ---------------------- | ------------------------ | ----------------------- |
| 122          | 已于2024年10月11日停办   | 已于2024年10月11日停办 | 已于2024年10月11日停办   | 已于2024年10月11日停办  |
| 337          | 海上田园                 | ⇆                      | 火车站337总站            |                         |
| 369          | 布吉阳光花园总站         | ⇆                      | 南头青青世界总站         |                         |
| M176         | 深大总医院总站           | ⇆                      | 前海大厦东广场公交首末站 | 原 B796，合并原 B736    |
| M222         | 民治综合车场             | ⇆                      | 福田交通枢纽公交场站     |                         |
| M241         | 前海科兴科学园公交首末站 | ⇆                      | 蛇口广场                 | 原 高峰专线29（第一代） |
| M349         | 江边村公交总站           | ↻                      | 江边村公交总站           | 原 B900（第二代）、B941 |
| M349         | 江边村公交总站           | ↺                      | 江边村公交总站           | 原 B900（第二代）、B941 |
| M372         | 龙腾路场站               | ⇆                      | 南山荔山工业园总站       | 原 M516（第一代）       |
| M463         | 布吉慢城总站             | ⇆                      | 乐尚林居公交首末站       | 原 353南段              |
| M492         | 前海合作区总站           | ⇆                      | 丽康总站                 | 原 高峰专线63           |

### 开放时间
- 周二至周日：10:00-18:00（17:30停止入场）
- 周六夜间开放时间：18:00-21:00（20:30停止入场并清场消毒）
- 周一闭馆（国家法定节假日除外）